# 46-я армия (СССР)
46-я армия — оперативное войсковое соединение РККА (общевойсковая армия) в составе Вооружённых Сил СССР во время Великой Отечественной войны.

## Состав
Данные о составе:
- 4-я стрелковая дивизия
- 9-я горнострелковая дивизия
- 47-я горнострелковая дивизия
- 388-я стрелковая дивизия с сентября по декабрь 1941 года
- 31-я стрелковая дивизия с июля по октябрь 1943 года
- 34-я гвардейская стрелковая дивизия с 1943 по 1945 года
- 236-я стрелковая дивизия с марта 1943 по август 1944 года[2]
- 40-я стрелковая бригада
- 51-й укреплённый район
- 457, 547-й, 647-й и 687-й артиллерийские полки
- 105-й гвардейский стрелковый полк (34-я гв. с.д.) уч. при штурме г. Вена.
- 109-й гвардейский армейский пушечный артиллерийский полк
- 22-й отдельный полк резерва армии, 1945.
- 7-й отдельный дивизион бронепоездов

### Состав на 1 мая 1945 года
(армия в составе 2-го Украинского фронта)
Стрелковые войска:
- 10-й гвардейский стрелковый корпус:
  - 49-я гвардейская стрелковая дивизия
  - 86-я гвардейская стрелковая дивизия
- 68-й стрелковый корпус:
  - 99-я стрелковая дивизия
  - 297-я стрелковая дивизия
- 75-й стрелковый корпус:
  - 53-я стрелковая дивизия
  - 223-я стрелковая дивизия
- 59-я гвардейская стрелковая дивизия

Войска связи:
- 127-й отдельный Клужский[4] ордена Кутузова[5] полк связи.

## История
Армия сформирована 1 августа 1941 года на основании приказа командующего Закавказским военным округом от 23 июля 1941 года. С 23 августа включена в Закавказский фронт с задачей оборонять государственную границу СССР с Турцией от Чёрного моря до горы Уч-Тапаляр и побережье Чёрного моря на участке Поти — Сухуми. В июне 1942 года в состав армии включили 3-й стрелковый корпус и ей поставили дополнительную задачу — частью сил прикрыть с севера перевалы через Главный Кавказский хребет — от Мамисонского до Белореченского. С 15 августа 1942 года соединения и части армии вели ожесточённые бои за удержание перевалов в центральной части Главного Кавказского хребта. Части армии во взаимодействии с другими соединениями участвовали в освобождении городов Майкоп и Краснодар.
С 24 августа 1943 года участвовала в Донбасской стратегической операции (13 августа — 22 сентября) и последующем форсировании Днепра. С 5 октября 1943 года части армии вели оборонительные бои по удержанию плацдармов на Днепре, восточнее Днепродзержинска, затем — до начала декабря — наступали на криворожском направлении, 25 октября освободили Днепродзержинск и во взаимодействии с 8-й гвардейской армией — Днепропетровск.
В 1944 году армия успешно действовала при освобождении Правобережной Украины. В Никопольско-Криворожской (30 января — 29 февраля), Березнеговато-Снигиревской (6-18 марта) и Одесской (26 марта — 14 апреля) операциях её войска освободили многие населённые пункты Украины, в том числе города Апостолово (5 февраля) и Кривой Рог (22 февраля во взаимодействии с войсками 37-й армии). К исходу 14 апреля они вышли на рубеж Леонтина — Паланка (устье Днестра) и захватили плацдарм юго-восточнее Раскаевицы. В августе — сентябре 1944 г. армия участвовала в Ясско-Кишинёвской стратегической операции (20-29 августа), освобождении территории Румынии и Болгарии.
В Дебреценской операции (6-28 октября) её войска наносили удары в направлении городов Сегед и Сента, обеспечивая боевые действия главных сил фронта с юга. С конца октября 1944 года до середины февраля 1945 года армия участвовала в Будапештской операции (29 октября 1944 — 13 февраля 1945 года), где особенно отличилась при форсировании Дуная, глубоком обходе Будапешта с юга и замыкании кольца окружения вокруг Будапештской группировки немецко-венгерских войск в декабре 1944 года.
В Венской стратегической операции (16 марта — 15 апреля) армия во взаимодействии со 2-м гвардейским механизированным корпусом, наступая на город Дьер и частью сил — на Комарно, содействовала другим войскам фронта в освобождении Вены (13 апреля). Боевые действия войска армии закончили участием в Пражской стратегической операции (6-11 мая), в ходе которой к исходу 11 мая вышла на рубеж Ческе-Будеевице — Прогартен.
После Победы армия была отведена из Чехословакии в Румынию (район г. Клуж), где в июне 1945 года включена в состав Южной группы войск. Однако уже в июле — сентябре 1945 года армия была передислоцирована в Одесский военный округ и 25 сентября расформирована. Войска переданы в 40-ю армию.

## Подчинение
Принадлежность и командующие:
- Закавказский фронт, первого формирования — 23.08.1941 — 30.12.1941
- Кавказский фронт — 30.12.1941 — 28.01.1942
- Закавказский военный округ — 28.01.1942 — 15.05.1942
- Закавказский фронт, второго формирования — 15.05.1942 — 03.03.1943
- Резервный фронт — 10.04.1943 — 15.04.1943
- Степной военный округ — 15.04.1943 — 01.07.1943
- Резерв ставки ВГК — 24.07.1943 — 08.08.1943
- Юго-западный фронт — 08.08.1943 — 20.10.1943
- 3-й Украинский фронт — 20.10.1943 — 20.09.1944
- 2-й Украинский фронт — 20.09.1944 — 25.09.1945

## Командование

### Командующие
- Черняк, Степан Иванович генерал-лейтенант (июль — декабрь 1941)
- Хадеев, Александр Александрович генерал-майор (декабрь 1941 — апрель 1942)
- Сергацков, Василий Фадеевич генерал-майор (апрель — август 1942)
- Леселидзе, Константин Николаевич генерал-лейтенант (август 1942 — январь 1943)[10]
- Рослый, Иван Павлович генерал-майор (январь — февраль 1943)
- Рыжов, Александр Иванович генерал-майор (февраль — март 1943)
- Глаголев, Василий Васильевич генерал-майор, с октября 1943 — генерал-лейтенант (март 1943 — май 1944)
- Шлёмин, Иван Тимофеевич генерал-лейтенант (май 1944 — январь 1945)
- Филиповский, Михаил Сергеевич генерал-майор (январь — март 1945)
- Петрушевский, Александр Васильевич генерал-лейтенант (март — сентябрь 1945)

### Члены Военного совета армии
- бригадный комиссар Емельянов В. Н. (август 1941 г. — ноябрь 1942 г.);
- полковник Синакоев Г. Г. (ноябрь 1942 г. — ноябрь 1943 г.);
- генерал-майор Туманян Г. Л. (ноябрь 1943 г. — январь 1944 г.);
- генерал-майор Коновалов П. Г. (январь 1944 г. — до конца войны).

### Начальники штаба армии
- полковник Рассказов, Александр Петрович (июль 1941 г. — октябрь 1942 г.);
- генерал-майор Микеладзе, Михаил Герасимович (октябрь 1942 г. — май 1943 г.);
- генерал-майор Богданович, Виктор Францевич (май — декабрь 1943 г.);
- генерал-майор Бирман, Марк Яковлевич (декабрь 1943 г. — до конца войны).

### Начальник оперативного отдела
- полковник, с 13.09.1944 — генерал-майор Кущев, Александр Михайлович (06.09.1943 — 08.07.1944)

#### Начальник артиллерии
- генерал-майор артиллерии Алексеенко, Михаил Алексеевич (— 1943 — 1944 — )[11]

#### Командующий БТ и МВ
- полковник Румянцев, Фёдор Васильевич (на февраль 1945 года)[12]